# Ryan Merriman
Ryan Earl Merriman (Choctaw, Oklahoma, 10 de abril de 1983) es un actor estadounidense. 

## Biografía
Su carrera comenzó de pequeño, realizando spots y publicidades televisivas e impresas.
A los 27 años ha asumido numerosos trabajos, principalmente para televisión. Sus últimas apariciones más destacadas fueron en el telefilme The Colt, donde encarna a un joven soldado de caballería llamado Jim Rabb en la Guerra de la Independencia; y las taquilleras Destino final 3, de James Wong, y, junto con Naomi Watts, La Llamada 2 de Hideo Nakata.
En el año 2002 participó en la película Halloween Resurrection, de Rick Rosenthal, y en 1999 impresionó al público con su interpretación en En Lo Profundo del Océano con Michelle Pfeiffer. En ese mismo año obtuvo el papel protagónico de la producción independiente La Chica De Mis Sueños.
En cuanto a su amplia lista de trabajos y apariciones televisivas cabe destacar las realizadas en Night Ride Home y Lansky (ambas de la cadena HBO), para la NBC, Pretender, en la cual realizó 4 temporadas, en la serie Veritas y en la miniserie Taken, producida por Steven Spielberg.
Haciendo énfasis en sus telefilmes se recalcan sus interpretaciones en Everything That Rises y Un Mar De Esperanza de Disney Channel.
Ha recibido el premio Young Hollywood en el 2005 y anteriormente recibió, en 1999 y 2000, los premios Joven Artistas por sus trabajos en las ya mencionadas En Lo Profundo Del Océano y Everything That Rises y por Pretender obtuvo varios premios en 1997 y 1998, entre ellos, el Hollywood Reporter.

## Filmografía

### Películas
- What's Right with America como Todd Gordon (1997)
- Everything That Rises como Nathan Clay (1998)
- Just Looking como Lenni Levine (1999)
- Smart House como Ben Copper (1999)
- The Deep End of the Ocean como Sam Karmas (1999)
- Lanksy como Meyer Lanksy (1999)
- Night Ride Home como Justin (1999)
- Rocket's Red Glare como Todd Reker (2000)
- The Luck of the Irish como Kyle Johnson (2001)
- Dangerous Child como Jack Cambridge (2001)
- A Ring of Endless Light como Adam Eddington (2002)
- Halloween: Resurrection como Myles Barton (2002)
- Spin como Eddie Haley (2003)
- The Ring 2 como Jake (2005)
- The Colt como Jim Rabb (2005)
- Final Destination 3 como Kevin Fisher (2006)
- Home of the Giants como Matt Dunbar (2007)
- Backwoods como Adam (2008)
- Wild Cherry como Stanford Prescott (2009)
- Elevator Girl como Jonathan MacIntyre (2010)
- The 5th Quarter como Jon Abbate (2010)
- Tomorrow's End como Vince (2011)
- My Hometown como Rich Dickson (2011)
- Attack of the 50 Foot Cheerleader como Kyle (2012)
- Cheesecake Casserole como Andy (2012)
- Dose of Reality como Matt (2013)
- 42 como Dixie Walker (2013)
- Independence Daysaster como Pete Garcette (2013)
- How Not to Propose como Travis (2015)
- The Last Rescue como Paratrooper Griggs (2015)
- A Sunday Horse como Jonathan Collier (2015)
- The Congressman como Jared Barnes (2016)

### Series de televisión
- The Mommies como Blake Kellogg (1993 — 1995)
- The Client como Jeff Dietrich (1995)
- The Pretender como Gemini (1996 — 2000)
- Touched by an Angel como Jason Harris (2001)
- Taken como Sam Crawford (2002)
- Veritas: The Quest como Nikko Zond (2003 — 2004)
- Smallville como Jason Dante (2004)
- Comanche Moon como Jake Spoon (2008)
- Pretty Little Liars como Ian Thomas (2010 — 2014)
- Hawaii Five-0 como Dennis Mack (2012)
- Ballers como Chico (2015)

### Menciones Honoríficas
- Concesión del artista de 2005 jóvenes de Hollywood.
- Concesión del artista de 2002 jóvenes de Hollywood.
- Concesión del artista de 2001 jóvenes de Hollywood.
- Concesión del artista de 1999 jóvenes de Hollywood.
- Concesión del artista de 1998 jóvenes de Hollywood.
- Concesión del artista de 1997 jóvenes de Hollywood.
- Vida personal de Sinai de 2008 jóvenes de Hollywood.